# Cahier d'enfant
Le Cahier d'enfant op. 69 est un cycle de pièces pour piano du compositeur russe Dmitri Chostakovitch écrites du 6 décembre 1944 au 30 mai 1945, qu'il écrivit à l'attention de sa fille Galina. Les six premières pièces furent créées en décembre 1945 à Moscou. Il existe deux représentations notables de l'œuvre par Galina Chostakovitch en 1945, puis par son père Dimitri Chostakovitch en 1947.

## Discographie
Chostakovitch lui-même a enregistré des pièces du Cahier d'enfant.